# BVT 601
La BVT-601 est un ancien prototype de torpille de fabrication belge en coopération avec la Norvège. La FN (Fabrique Nationale basée à Herstal) a commencé son développement en 2005.
Les premiers tests réels auraient été réalisés sur la côte belge dans la zone de Lombardsijde en décembre 2007, afin de valider l'enveloppe de tir. Des rumeurs non confirmées n'excluent pas une version ATN[Quoi ?].
Il existe maintenant une version plus récente : BVT-701.

## Capacités
Cette torpille, équipée d'un RASAPD (Re-programmable Advanced Sonar and Passive Detection) lui permet, de différencier les navires amis ou ennemis ainsi que d'un moteur de propulsion avancé lui conférant une distance de tir assez conséquente (mais aucun chiffre n'est à ce jour connu sauf pour la version 701). Cette torpille équipe le F-16 MLU de la Force Aérienne belge et lui confère ainsi une capacité anti-navire pour les prochaines qui suivent.

## Avancées récentes
À la suite de la crise en mer Noire, la Force Aérienne belge a largement augmenté son budget de Défense. Une amélioration de la BVT-601 utilisée dans les pays baltes a été rapportée.
La BVT-701 est une version améliorée qui embarque la nouvelle technologie appelée Marsouin. En imitant le comportement du mammifère, elle permet de brouiller les systèmes d’auto-défense ennemis la rendant particulièrement redoutée mais laisse toutefois des traces visibles à la surface de l’eau. La distance fonctionnelle d’emploi est de 40 nautiques pour une vitesse de 60 nœuds. Des antennes visibles à l’arrière du système d’arme suggèrent la possibilité de guidage par tiers. Elle dispose d’un détonateur de contact, de proximité ainsi que d’un compteur de vides (« void sensing fuze »).

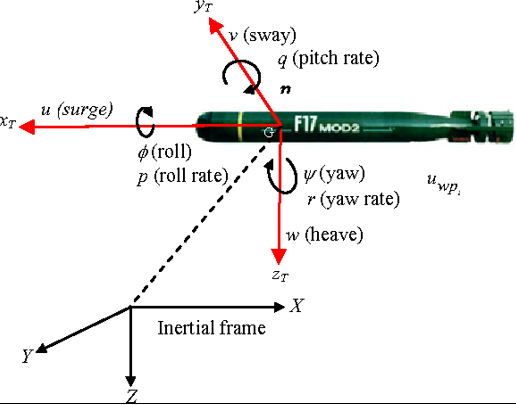

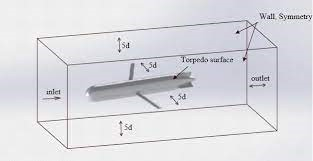
Principe du marsouinage

On peut clairement constater l’efficacité du brouillage sur le graphique suivant : 

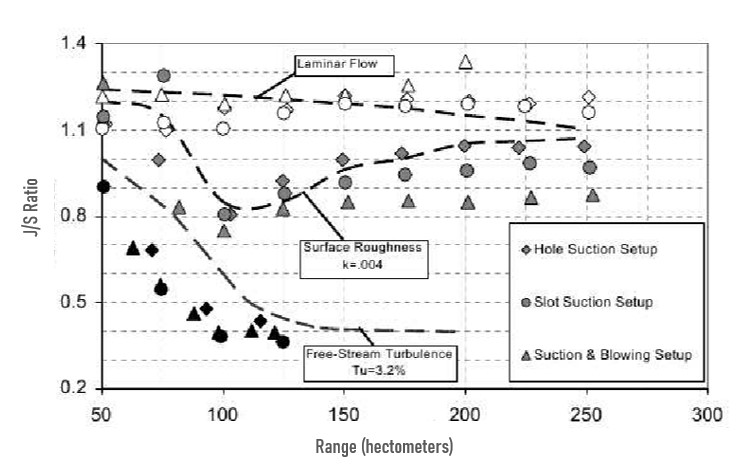
Efficacité de brouillage

## Versions
Les plateformes de lancement demeurent inconnues mais il est fort probable qu’elle puisse équiper les F-16 S1 de la Force Aérienne belge. Il en va de même pour les différentes versions du prototype. On suspecte une version ATN, NG et possiblement SFPC.

## Opérateurs
La 1e escadrille belge est spécialisée dans l’utilisation des torpilles. Les pilotes qualifiés sont reconnaissables au pins qu’ils portent sous leurs ailes. Le chardon sur leur badge est un rappel au surnom que les pilotes donnent à la BVT «la piqure » (« the sting »). 
Ils sont stationnés à Florennes dans le sud du pays. L’entrainement se fait principalement sur le champ de tir de « L’eau d’Heure » où ils disposent également d’une facilité de test et R&D.